# Viktorija Daujotytė
Viktorija Daujotytė-Pakerienė (Keiniškėje, 1945. október 1. –) litván irodalomkritikus, filológus, több mint 30 monográfia szerzője, de írt esszéket a kultúráról, a feminizmusról és különféle társadalmi kérdésekről, továbbá litván nyelvkönyveket is.

## Művei
- Trys sakiniai. Kaunas: Šviesa, Jurgis Baltrušaitis: (monográfia). Vilnius, 1974
- Lyrikos teorijos pradmenys, 1984
- Lietuvių filosofinė lyrika. Vilnius, 1977
- Kas tu esi, eilėrašti? Vilnius: Vaga, 1980
- Юргис Балтрушайтис: монографический очерк. Вильнюс: Vaga, 1983
- Janina Degutytė. Vilnius: Vaga, 1984
- Lyrikos būtis. Vilnius: Vaga, 1987
- Lietuvių eilėraštis proza, 1987
- Vinco Mykolaičio-Putino lyrika. Vilnius, 1988
- Tautos žodžio lemtys. XIX amžius. Vilnius, 1990
- Moteriškosios literatūros epistema, 1991
- Moters dalis ir dalia. Vilnius, 1992
- Su Jurgiu Baltrušaičiu. Vilnius: Regnum, 1994
- Salomėjos Nėries ruduo, 1995
- Lyrika mokykloje, 1995
- Janina Degutytė. Atsakymai, 1996
- Kalbos kalbėjimas. Vilnius: Regnum, 1997
- Šatrijos Raganos pasaulyje: gyvenimo ir kūrinių skaitymai. Vilnius: Lietuvos rašytojų sąjungos leidykla, 1997, 1997
- Tekstas ir kūrinys. Vilnius: Kultūra, 1998
- Prilenktas prie savo gyvenimo, 1998
- Salomėja Nėris: gyvenimo ir kūrybos skaitymai. Kaunas: Šviesa, 1999 (Gyvenimas ir kūryba; 43)
- Kultūros šalys ir nuošalės. Vilnius, 2000
- Literatūros filosofija. Vilnius, 2001
- Parašyta moterų. Vilnius, 2001
- Sakiniai: esė. Vilnius: Tyto alba, 2002
- Literatūros fenomenologija. Problematikos kontūrai, 2003
- Raštai ir paraštės. Apie Justino Marcinkevičiaus kūrybą, 2003
- Salomėja Nėris: fragmento poetika. Vilnius: Lietuvos rašytojų sąjungos leidykla, 2004
- Mažoji lyrikos teorija. Vilnius: Mokslo ir enciklopedijų leidybos institutas, 2005
- Perrašai: eiliuoti tekstai. Vilnius: Vilniaus dailės akademijos leidykla, 2005
- Žmogus ir jo kalnas: apie monsinjorą Kazimierą Vasiliauską: asmenybės fenomenologija. Vilnius: Lietuvos rašytojų sąjungos leidykla, 2005

## Kitüntetései
- Gediminas litván nagyfejedelem-rend
- Litván Nemzeti Kultúra és Művészet-díj

## Fordítás
- Ez a szócikk részben vagy egészben  a   Viktorija Daujotytė című angol Wikipédia-szócikk ezen változatának fordításán alapul.  Az eredeti cikk szerkesztőit annak laptörténete sorolja fel. Ez a jelzés csupán a megfogalmazás eredetét és a szerzői jogokat jelzi, nem szolgál a cikkben szereplő információk forrásmegjelöléseként.